# یواس‌اس فولتن (۱۸۳۷)
یواس‌اس فولتن (۱۸۳۷) (به انگلیسی: USS Fulton (1837)) یک کشتی بود که طول آن ۱۸۰ فوت (۵۵ متر) بود. این کشتی در سال ۱۸۳۷ ساخته شد.